# Tomares concolor
Tomares concolor är en fjärilsart som beskrevs av Ramon Agenjo Cecilia 1934. Tomares concolor ingår i släktet Tomares och familjen juvelvingar. Inga underarter finns listade i Catalogue of Life.